# 海獺
海獺（學名：Enhydra lutris）是食肉目動物中最適應海中生活的物種，很少在陸地或冰上覓食，大半的時間都待在水裡，連生產與育幼也都在水中進行。大部分時間裡，海獺不是仰躺著浮在水面上，就是潛入海床覓食。當牠們待在海面時，幾乎一直在整理毛皮，保持它的清潔與防水性。科學家已辨識出三個不同的亞種，分別位於美國加州、阿拉斯加及俄羅斯等地。各地的海獺族群皆以各自的棲地命名:91。屬名Enhyra源自希臘文的En加上hydōr，意為「在水裡面」；種名lutris則源自拉丁文lutra，也是水獺的意思。

## 基本資料
出生時身長體重：50-60cm、2-2.5kg
最大身長體重紀錄：雄-1.48m、45kg；雌-1.4m、33kg
壽命：雄-15年；雌-20年

## 外型特徵
海獺（尤其是阿拉斯加海獺）體型比起同屬鼬科的大部分動物而言都要來得大，其頭部較短而寬闊，吻突較為短鈍。上脣與臉頰相當發達，覆有濃密的硬鬚。後腳掌大而呈鰭狀，有蹼；前掌呈圓形，海獺用它來抓取食物、理毛、與使用各種用來敲開貝殼用的工具。尾長而扁平，呈槳狀。成年雄性在頭部與頸部較雌性粗壯。阿拉斯加海獺體型比加州海獺來得大而粗壯。上、下顎各長有8對牙齒。
除了鼻尖與腳掌，海獺全身覆蓋著濃密的毛。牠們有1層緊密、呈暗褐色至紅棕色的下層絨毛，而其針毛（guard hair，用以保護下層細密絨毛的粗長外毛）較疏鬆，呈淺褐色至黃棕色，特別是在臉部與頭部。初生幼獸有淡而呈暗黃色的毛皮，其針毛在數星期後會轉為淺黃色。

## 分布
海獺分布於北太平洋近岸水域，由日本北部至堪察加半島沿岸，往東經阿留申群島與阿拉斯加灣南岸，沿北美太平洋海岸至下加利福尼亞。加州海獺（E. l. nereis）的分布範圍由加州北部往南至下加利福尼亞。俄羅斯海獺（E. l. lutris）的分布範圍自白令海西部的司令群島，沿勘察加半島東南部海岸至千島群島，最南達日本北海道。另一亞種阿拉斯加海獺（E. l. kenyoni）分布範圍由阿留申群島與普里比洛夫群島往東至阿拉斯加半島，以及加拿大的卑詩省、美國的華盛頓州與奧勒岡州等地的海岸。:91
海獺棲息於多種海岸棲地，其範圍由岸石海底和海岸線至沙或泥質的海底。多生活於水深40公尺以內的範圍，但經常會移動至更深的海域以覓食或進行季節性的移動。

## 生殖
海獺行一夫多妻制，雄海獺會在雌性與幼獸附近的水域建立自己的勢力範圍，在1次繁殖季中可能會與數隻雌海獺交配。在交配過程中，雄海獺經常會咬雌海獺的鼻子；性成熟的雌海獺在繁殖季期間鼻子會充血，較老的雌性會有明顯的傷痕。雌海獺終年可生產。在加州，大多數幼獸在12月至隔年2月間生產，而阿拉斯加族群的產期則多半為5至6月。懷孕期約9至10個月，雌性會哺育幼獸約6個月，有時可達一年之久，之後便突然斷奶並遺棄牠們。哺乳期間雌海獺會照常覓食，幼獸約6個星期大時即開始在淺水域學習如何覓食。

## 食性
海獺一日的攝食量約可達自身體重四分之一，牠們的食物依其地點的物理與生態條件而有所不同。在岩岸地區，海獺會選擇較大型的食物，包含龍蝦、海膽、與鮑魚等，以獲取最多的能量；在沙質海岸由於食物較少且較難尋獲，海獺也會取食多種穴居的無脊椎動物，如蛤蜊等小型貝類。在其分布範圍內，海獺通常在水深不超過40公尺的海域覓食，而未成年雄性有時會到較深的水域。海獺以使用工具進食而著名，在海底捕獲蚌殼或龍蝦等獵物後通常會攜帶一塊石頭到海面，將石頭當作砧板來敲開海膽與貝類的硬殼。牠們會把石頭平放在胸腹間，然後用圓圓的前掌抓著獵物敲擊將獵物的殼敲開。:93

## 現狀

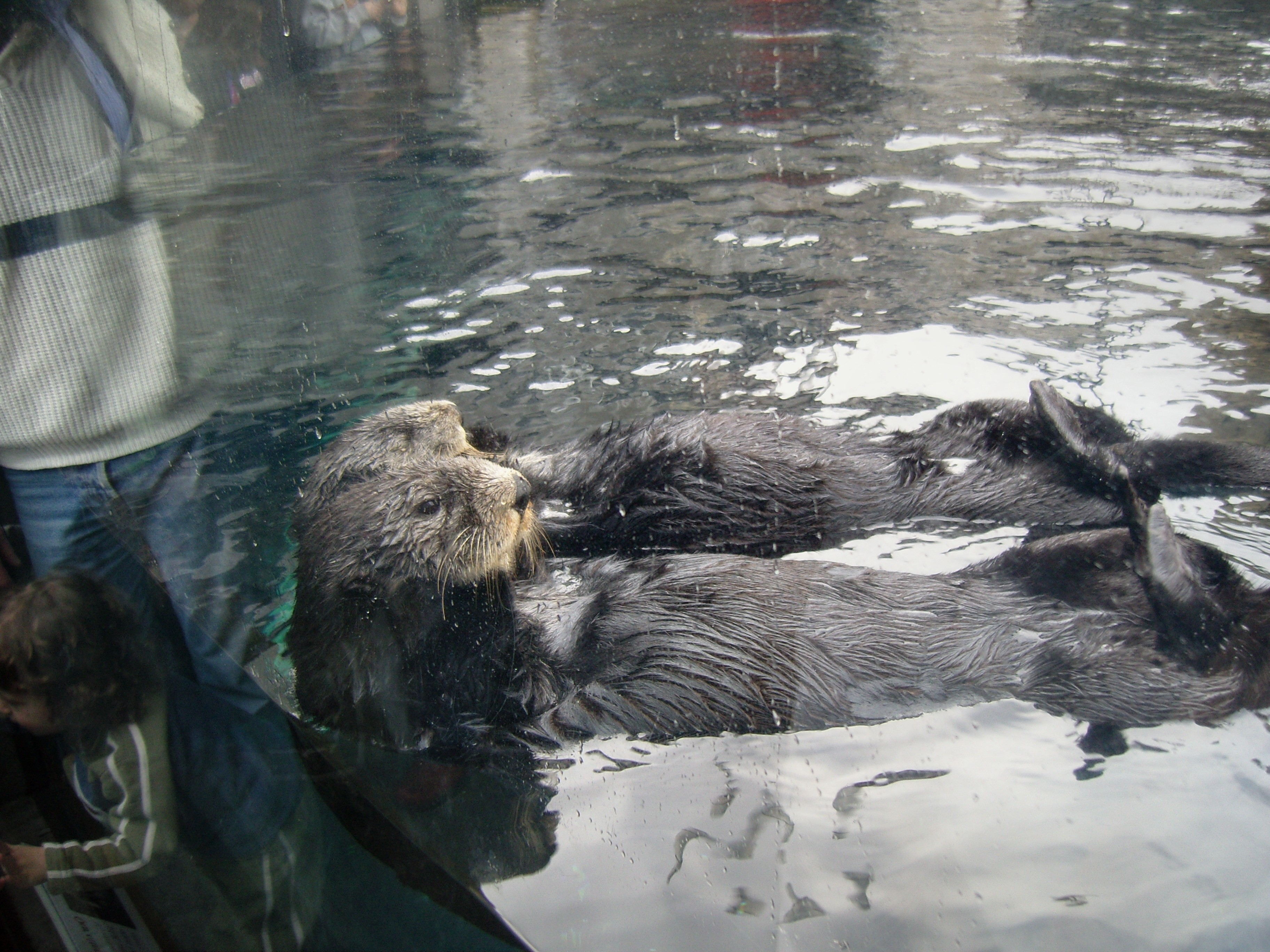
蒙特瑞灣水族館裡的海獺。

在1741年商業捕獵開始以前，海獺的分布相當廣泛，估計當時的數量約在15至30萬隻之間。直到1911年由美國、日本、俄羅斯、與英國協議通過國際協定禁止捕捉海獺時，海獺的數量已經減少到只剩下數千隻:91。在大部分區域海獺皆回復良好，但到了1990至2000年間因不明原因而造成數個族群的數量減少。至1990年代早期，阿拉斯加族群的數量估計約有10,000隻，但在1990年代中、晚期於阿留申群島一帶急劇地減少，確實原因仍不明，部分科學家認為可能是虎鯨捕食的結果。加州族群數量也在下降中，1995年估計約2,377隻，至2000年剩約1,700隻，在美國瀕臨絕種動物條例（U.S. Endangered Species Act）中被列為「受威脅種」，而在1977年的海洋哺乳類保護條例（Marine Mammal Protection Act）中列為「枯竭種」。牠們的危機在於本身為小族群，加上受到漁網與加州中部海岸的原油外洩汙染等威脅。在1980年代於加州南部曾有重建加州海獺族群的計畫，但復育後野放的海獺不是回到中部加州的原居地，就是死於人為因素或失蹤。同一時間，在1990年代早期於聖米高島建立了小型的自然棲地，至1990年代晚期已有部分數量沿加州海岸往南移動至康塞普申角。